# نیل کوون
نیل کوون (انگلیسی: Neil Covone؛ زادهٔ ۳۱ اوت ۱۹۶۹) بازیکن فوتبال اهل ایالات متحده آمریکا بود.
وی همچنین در تیم ملی فوتبال ایالات متحده آمریکا بازی کرده‌است.